# Serra de Cal Curt
La Serra de Cal Curt és una serra situada al municipi de Santa Susanna a la comarca del Maresme, amb una elevació màxima de 228 metres.